# Текла Гултин
Текла Гултин (фін. Thekla (Tekla) Johanna Virginia (Wirginia) Hultin , 1864–1943) — фінська громадська і державна діячка; перша у Фінляндії жінка — доктор філософії. Відома журналістка: працювала в газеті «Пяйвялегті», потім обіймала посаду головного редактора газети «Ісянмаан Юстявя»[⇨]. Після того, як газета була закрита владою, почала активно займатися політикою, працювала секретарем Леопольда Мегеліна, стала помітною фігурою політичного життя Фінляндії початку XX століття. Боролася як проти політики русифікації, що проводилася російською владою, так і проти шведського засилля. Депутатка фінського парламенту (1908–1924), член міської ради Гельсінкі (1924–1930) [⇨] .

## Життєпис
Депутатка парламенту Фінляндії.
Текла Гултин народилася 18 квітня 1864 у Великому князівстві Фінляндському, в громаді Яаккіма  в Ладозькій Карелії (зараз від цієї назви збереглася станція Яккіма в Лахденпохському районі республіки Карелія, Російська Федерація) в родині Юліуса Гултина і Едли Катаріни Савандер. Її батько був дрібним чиновником — упорядником подушного списку населення (henkikirjoittaja). Всього в родині було п'ятеро дітей — всі доньки, Текла була найстаршою з них.

### Освіта

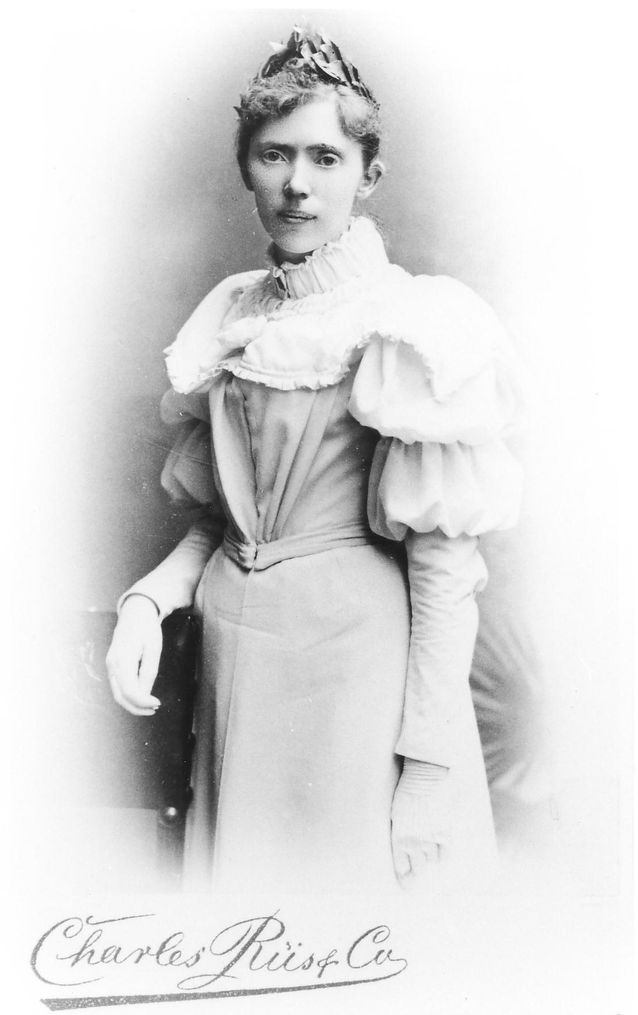
Світлина юної Текли Гултин

Навчалася у приватних школах для дівчат: спочатку в Сортавала (1874–1878), потім в Гаміна (1878–1881).
З 1883 по 1885 вчилася в Гельсінському фінському училищі «Helsingin suomalainen jatko-opisto» .
У 1886 почала навчання в Імператорському Олександрівському університеті (зараз — Гельсінський університет).
У 1891 стала кандидаткою філософії, у 1894 — магістеркою філософії .
Докторську дисертацію, присвячену гірничій справі у Фінляндії, Гултин писала, вже бувши штатною співробітницею газети «Пяйвялегті». Захист дисертації відбувся 11 грудня 1896  . Гултин стала першою жінкою у Фінляндії, яка стала доктором філософії .
Викладала в Гямеенлінна в місцевій школі для дівчаток  (зараз — Загальноосвітня школа в Гямеенлінна). Займалася перекладами економічної літератури зі шведської і німецької мов на фінську.
Працювала особистим секретарем відомого політичного діяча Лео Мегеліна , що, як вона писала в своїх спогадах, дуже часто «опинявся в самому центрі, творячи історію Фінляндії» .
Про час роботи у Мегеліна вона відгукувалася дуже тепло, як про найбільше щастя у своєму житті (se on ollut elämäni suurin onni) .
З 1893 по 1901 була штатною кореспонденткою в газеті «Пяйвялегті».
У 1900, вже бувши досвідченою і відомою журналісткою, погодилася стати головною редакторкою газети «Ісянмаан Юстявя»  («Друг батьківщини», «Патріот»), проте вже наприкінці 1900 газету закрили за наказом генерал-губернатора Миколи Бобрикова. Ця подія принесла Гултин, з одного боку, ще більшу популярність, але, одночасно, поставила під питання її подальше перебування на батьківщині — вона стала чекати своєї черги на заслання, як це вже сталося з багатьма патріотично налаштованими її знайомими, проте цього не сталося.

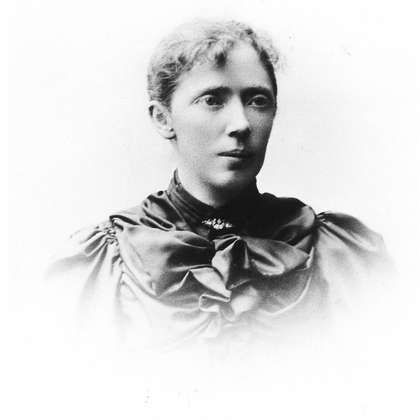

У липні 1901 Гултин вдалося отримати посаду другого статистика в Центральному статистичному бюро «Tilastollinen päätoimisto»  (зараз — Статистичний центр); вона залишалася на цій роботі до 1929 (свого часу претендувала на посаду першого статистика, однак їй дали зрозуміти, що не варто навіть намагатися ).

### Політична діяльність
Займала різні технічні посади у фінському сеймі: була секретарем громадської комісії з клопотань (1897), секретарем господарської комісії сейму (1900) .
З 1901 по 1904 — секретар центрального комітету Фінляндської промислової комісії .
У 1906 сейм ухвалив рішення про скасування у Фінляндії станового представництва і введення загального і рівного виборчого права, включаючи право жінок обирати і бути обраними. Селі Мегелін, донька Лео Мегеліна, заявила, що на тих, від кого залежало прийняття цього історичного рішення, найбільше вплинула саме політична діяльність Текли Гултин .
У 1907 Текла Гултин була кандидаткою в Едускунту (фінський парламент, який замінив після реформи 1906 року становий сейм) від Младофінської партії на перших загальних виборах, однак не була обрана . І в цілому перші загальні вибори не виправдали надій жінок, оскільки в 200-місний парламент було обрано всього 19 представниць жіночої статі. Для об'єднання зусиль влітку 1907 в Гельсінкі відбулися збори жінок, на яких було ухвалене рішення про створення нової громадської організації, «Фінляндської жіночої спілки». Першою очільницею організації було обрано Теклу Гултин. Спілка займалася питаннями розширення і поліпшення освіти серед жінок, поліпшення соціального становища жінок, а також питаннями міжкласового співробітництва, заснованого на загальнонаціональних інтересах.
У 1908 на других загальних виборах Текла Гултин була обрана депутаткою парламенту від західного виборчого округу Виборзької губернії.
Гултин активно займалася справами Жіночої спілки, але незабаром після свого обрання депутаткою, у 1909, передала пост голови організації своїй соратниці по Младофінській партії Лусіні Гаґман, а сама зосередилася на депутатських обов'язках.
Парламентські вибори в ті роки проходили досить часто — і Гултин кожен раз переобиралася від свого округу. В цілому вона була депутаткою парламенту майже 16 років: з 1 серпня 1908 по 30 квітня 1924.
Відомо, що вона досить часто виступала в парламенті, при цьому її виступи здебільшого відрізнялися суто діловим стилем .
З моменту обрання в парламент входила до парламентської групи Младофінської партії, а з 5 листопада 1918 до кінця своєї діяльності в парламенті — в парламентській групі партії Національна коаліція .
З 1924 по 1930 входила до міської ради Гельсінкі . На Президентських виборах в 1925 входила до колегії виборників від Національної коаліції .
У 1930-х були опубліковані її щоденники: в 1935 вийшов перший том, який охоплював період з 1899 по 1914, в 1938 — другий том (до 1918) . Померла 31 березня 1943 в Гельсінкі .

## Погляди, особистість, родина
За спогади самої Гултин, ще до вступу до університету вона була прихильницею еволюційного вчення, а також «визнаною фенноманкою» .
З юності у неї було безліч шанувальників (серед них, зокрема, можна назвати журналіста і політика Юліуса Люлю), проте вона ніколи не була одруженою, дітей не мала. Найближчими людьми для неї завжди залишалися сестри .
Соратниці Гултин по громадській діяльності характеризували її як людину, яка все знає і всім цікавиться, жваву і вигадливу, мислячу «по-чоловічому». Разом з тим, фінський політик Генрик Ренвалл одного разу написав у газеті, що «якою би мужньою Текла Гултин не була, в її душі вирували по-жіночому сильні хвилі мук, сподівань і розчарувань». Близька подруга Текли якось сказала, що якщо для увічнення пам'яті про інших людей підходить скульптура, то «для Текли потрібно звести фонтан» .

## Вибрана бібліографія
- Historiallisia tietoja Suomen vuoritoimesta Ruotsin vallan aikana // Suomen teollisuushallituksen tiedonantoja XXVI. 1897.
- Taistelun mies: Piirteitä Jonas Castrenin elämästä ja toiminnasta. 1927.
- Päiväkirjani kertoo I: 1899-1914. Тисяча дев'ятсот тридцять п'ять.
- Päiväkirjani kertoo II: 1914-1918. 1938.

## Пам'ять
З 1911 в гельсінському музеї Атенеум, центральному художньому музеї Фінляндії, зберігається написана в 1905 картина відомого фінського художника Ееро Ярнефельта «Портрет Текли Гултин»  [⇨].
В районі Гельсінкі — Катаянокка, на стіні будинку, в якому жила Гултин, встановлено пам'ятну дошку .
Навесні 2014, до 150-річчя від дня народження, в самому центрі Гельсінкі, площа, розташована між будинком преси Саноматало і музеєм сучасного мистецтва «Кіасма», була названа ім'ям Текли Гултин — «Tekla Hultinin Aukio». У рішенні міської комісії з планування було сказано, площа названа на честь Гултин в знак поваги до неї як до журналістки і депутатки парламенту.